# 吕洁
吕洁（英語：Amy Emilie Lü Jie，1984年11月14日—），广东肇庆人，中国艺人。
吕洁中学毕业于执信中学，大学时期在广东外语外贸大学修读法语。她在1998年开始拍电视广告，成为著名的广告模特儿。然后从2002年开始接拍电视连续剧《网络情人》、《柴米新人类》等。

## 演出作品

### 电视剧
- 2001年：《网络情人》 饰 萧萧
- 2002年：《柴米新人类》 饰 GIGI
- 2003年：《功夫足球》饰 珠珠
- 2004年：《伙头智多星》饰 心理医生
- 2006年: 《美梦人生》饰 白霜
- 2007年：《新不了情》 饰 万少玲
- 2008年：《外地媳妇本地郎》饰 唐芷若
- 2008年：《广州人家》 饰 陈嘉美
- 2010年：《电视台的故事》

### 电影
- 2003年：《伪钞的末日》
- 2004年：《七年很痒》 饰 MABLE
- 2005年：《后备甜心》饰 HELEN
- 2006年: 《情意拳拳》饰 MACY
- 2006年：《天行者》 饰 吕文丽
- 2007年：《出埃及记》
- 2008年： 香港电影节开幕电影
- 2010年：《鎗王之王》
- 2012年：《嫁个100分男人》 饰 女主持人

### 广告
- 玉兰油
- 立白透明皂
- 益立多饮品
- 中国联通
- IDD 007
- 王老吉
- POLO矫车
- 佐丹奴服饰
- 海天酱油
- 中国电信小灵通
- 海飞丝

### MV
- 《世上只有》（容祖儿）